# Бежецкий муниципальный округ
Бе́жецкий муниципальный округ — муниципальный округ в Тверской области России.
Административный центр — город Бежецк, один из древнейших городов области.

## География
Площадь 2810 км².
Район расположен в центре восточной части области и граничит:
- на севере — с Молоковским районом
- на востоке — с Краснохолмским, Сонковским и Кесовогорским районами
- на юге — с Кашинским и Рамешковским районами
- на западе — с Максатихинским районом.

Основная река — Молога.
Территория района небогата полезными ископаемыми. Имеются запасы торфа (3 % запасов торфа по Тверской области), глин и песков.
Южная и западная часть района покрыта смешанным и хвойным лесом. Основные породы — ель, осина, берёза, ольха. Небольшие лесные массивы концентрируются на севере и юго-востоке района. В лесах можно встретить лосей, кабанов, зайцев, лис, боровую дичь в количестве, достаточном для любительской охоты. Район озера Верестово является уникальным природным комплексом, местом сезонной миграции большого количества различных видов водоплавающих птиц. Водоёмы района богаты рыбой, основные породы — щука, лещ, окунь, язь. В искусственных водохранилищах разводится карп.
Удалённость от Твери — 130 км, от Москвы — 280 км. Автомобильные дороги, проходящие через Бежецкий район, дают выход на Вологодскую и Ярославскую области. Через Бежецкий район проходит железнодорожная линия Бологое — Сонково — Рыбинск.

## История
Бежецк впервые упоминается как центр Бежецкого Верха — волости Новгородской земли в Новгородской летописи 1137 года. Территория района тогда входила в Бежецкую пятину.
Бежецкий район образован в 1929 году в составе Бежецкого округа Московской области из Бежецкого уезда, а также частей Киверичской, Моркиногорской, Порческой, Сулежской и Юркинской волостей Бежецкого уезда Тверской губернии.
В состав Бежецкого района вошли город Бежецк и сельсоветы: Алабузинский, Алёшинский, Андрейковский, Бараховский, Белосельский, Бережайский, Больше-Береженский, Борисковский, Борковский, Боровский, Васьковский, Волшницкий, Глинеевский, Давдыковский, Дубровский, Еськовский, Житищенский, Закрупский, Захаровский, Каблуковский, Канинский, Клеймихинский, Княжевский, Княжихинский, Константиновский, Костюшинский, Красковский, Краснополянский, Красноармейский, Крупицкий, Крутецкий, Лаптихинский, Леоновский, Любодицкий, Мало-Каменский, Малышевский, Марковский, Михалихинский, Мокрявицкий, Моркино-Горский, Морозовский, Немесковский, Плотниковский, Речко-Воейновский, Селоновский, Скорыневский, Спасо-Талицинский, Стегнышевский, Сукроменский, Теблешский, Узменский, Ульяново-Горский, Фешевский, Филиппковский, Фралёвский, Чижёвский, Шепелевский и Шишково-Дубровский.
15 сентября к Бежецкому району отошли Андреевский, Акуловский, Бахаревский, Городенский, Емельянихинский, Ивановский, Ивашенский, Кивирический, Кружацкий, Куликовский, Некрасовский, Немеровский и Пеньевский с/с упразднённого Горицкого района.
29 января 1935 года вошёл в состав Калининской области.
27 июля 1999 года решением районного Собрания депутатов утверждён герб Бежецкого района.
Законом Тверской области от 13 апреля 2023 года муниципальный район и входящие в его состав городские и сельские поселения были преобразованы в Бежецкий муниципальный округ, как административно-территориальная единица район был преобразован в округ, город Бежецк наделён статусом города окружного значения.

## Население
| 1939    | 1959    | 1970    | 1979    | 1989    | 2002    | 2006    | 2009    | 2010    |
| ------- | ------- | ------- | ------- | ------- | ------- | ------- | ------- | ------- |
| 73 457  | ↘65 720 | ↘59 927 | ↘52 111 | ↘49 163 | ↘42 920 | ↘39 600 | ↘37 204 | ↘36 701 |
| 2011    | 2012    | 2013    | 2014    | 2015    | 2016    | 2017    | 2018    | 2019    |
| ↘36 502 | ↘35 858 | ↘35 422 | ↘35 196 | ↘34 454 | ↘33 683 | ↘32 999 | ↘32 332 | ↘31 781 |
| 2020    | 2021    |         |         |         |         |         |         |         |
| ↘31 394 | ↗31 775 |         |         |         |         |         |         |         |

### Урбанизация
Городское население (город Бежецк) составляет 67,56 % от всего населения района.
| Население                    | 1959   | 1970   | 1979   | 1989   | 2002   | 2010   |
| ---------------------------- | ------ | ------ | ------ | ------ | ------ | ------ |
| городское                    | 26 921 | 30 030 | 30 638 | 30 377 | 28 643 | 24 522 |
| сельское                     | 38 799 | 29 897 | 21 473 | 18 786 | 14 277 | 12 179 |
| Процент городского населения | 41,0   | 50,1   | 58,8   | 61,8   | 66,7   | 66,8   |

По итогам переписи населения 2020 года проживали следующие национальности (национальности менее 0,1 % и другое, см. в сноске к строке «Другие»):
| Национальность | Численность, чел. | Доля     |
| -------------- | ----------------- | -------- |
| Русские        | 28 090            | 88,40 %  |
| Киргизы        | 785               | 2,47 %   |
| Таджики        | 235               | 0,74 %   |
| Украинцы       | 102               | 0,32 %   |
| Узбеки         | 100               | 0,31 %   |
| Армяне         | 77                | 0,24 %   |
| Белорусы       | 57                | 0,18 %   |
| Азербайджанцы  | 48                | 0,15 %   |
| Цыгане         | 48                | 0,15 %   |
| Татары         | 42                | 0,13 %   |
| Чуваши         | 37                | 0,12 %   |
| Грузины        | 32                | 0,10 %   |
| Другие         | 2122              | 6,69 %   |
| Итого          | 31 775            | 100,00 % |

## Административно-муниципальное устройство
До 2023 года в Бежецкий муниципальный район входили 13 муниципальных образований, в том числе одно городское и 12 сельских поселений:
| №        | Муниципальное образование         | Административный центр  | Количество населённых пунктов | Население (чел.) | Площадь (км²) |
| -------- | --------------------------------- | ----------------------- | ----------------------------- | ---------------- | ------------- |
| 1e-06    | Городские поселения:              |                         |                               |                  |               |
| 1        | город Бежецк                      | город Бежецк            | 5                             | ↗22 663          | 18,41         |
| 1.000002 | Сельские поселения:               |                         |                               |                  |               |
| 2        | Борковское сельское поселение     | деревня Борок Сулежский | 38                            | ↘953             | 234,44        |
| 3        | Васюковское сельское поселение    | деревня Васюково        | 27                            | ↗674             | 155,49        |
| 4        | Городищенское сельское поселение  | деревня Городищи        | 26                            | ↘810             | 118,91        |
| 5        | Житищенское сельское поселение    | деревня Житищи          | 38                            | ↘472             | 378,57        |
| 6        | Зобинское сельское поселение      | деревня Зобы            | 20                            | ↘556             | 65,65         |
| 7        | Лаптихинское сельское поселение   | деревня Лаптиха         | 29                            | ↘775             | 171,78        |
| 8        | Моркиногорское сельское поселение | село Моркины Горы       | 32                            | ↘408             | 386,86        |
| 9        | Поречьевское сельское поселение   | село Поречье            | 30                            | ↘368             | 254,10        |
| 10       | Сукроменское сельское поселение   | село Сукромны           | 43                            | ↗1043            | 278,71        |
| 11       | Филиппковское сельское поселение  | деревня Филиппково      | 36                            | ↗1434            | 97,01         |
| 12       | Фралёвское сельское поселение     | деревня Фралёво         | 42                            | ↘1183            | 243,25        |
| 13       | Шишковское сельское поселение     | деревня Шишково-Дуброво | 35                            | ↘436             | 423,68        |

В январе 2006 года в муниципальном районе было образовано одно городское и 13 сельских поселений. В декабре 2015 года было упразднено Михайловогорское сельское поселение и включено в Шишковское сельское поселение.

## Населённые пункты
Распределение населения муниципального округа:
 Бежецк (67,56 %) Дорохово  (2,62 %) Пестиха  (2,21 %) Сукромны (1,54 %) Житищи (0,87 %) Остальные (25,2 %)
В Бежецком районе 401 населённый пункт.
| №   | Населённый пункт    | Тип                     | Население | Бывшее муниципальное образование  |
| --- | ------------------- | ----------------------- | --------- | --------------------------------- |
| 1   | Абрамиха            | деревня                 | →8        | Лаптихинское сельское поселение   |
| 2   | Аксиньино           | деревня                 | ↘0        | Филиппковское сельское поселение  |
| 3   | Алабузино           | село                    | ↘28       | Фралёвское сельское поселение     |
| 4   | Алексеевское        | деревня                 | 1         | Шишковское сельское поселение     |
| 5   | Алексино            | деревня                 | ↘0        | Борковское сельское поселение     |
| 6   | Андреевское         | деревня                 | ↘6        | Филиппковское сельское поселение  |
| 7   | Андрейково          | деревня                 | ↘25       | Фралёвское сельское поселение     |
| 8   | Анискино            | деревня                 | ↘0        | Зобинское сельское поселение      |
| 9   | Арефино             | деревня                 | ↘5        | Житищенское сельское поселение    |
| 10  | Аркадьево           | деревня                 | ↘0        | Зобинское сельское поселение      |
| 11  | Баляжиха            | деревня                 | ↗11       | Моркиногорское сельское поселение |
| 12  | Бежецк              | город                   | ↗21 466   | город Бежецк                      |
| 13  | Бежицы              | деревня                 | →6        | Филиппковское сельское поселение  |
| 14  | Белобородово        | деревня                 | ↘0        | Борковское сельское поселение     |
| 15  | Белое               | село                    | ↘29       | Сукроменское сельское поселение   |
| 16  | Беляево             | деревня                 | ↘0        | Житищенское сельское поселение    |
| 17  | Берег               | хутор                   | →0        | Житищенское сельское поселение    |
| 18  | Большая Бережа      | деревня                 | ↗8        | Моркиногорское сельское поселение |
| 19  | Большая Каменка     | деревня                 | ↘1        | Шишковское сельское поселение     |
| 20  | Большая Косиха      | деревня                 | 23        | Шишковское сельское поселение     |
| 21  | Большое Баранково   | деревня                 | ↘13       | Зобинское сельское поселение      |
| 22  | Большой Бор         | деревня                 | ↘1        | Фралёвское сельское поселение     |
| 23  | Большой Бор         | деревня                 | ↘16       | Шишковское сельское поселение     |
| 24  | Бонькино            | хутор                   | →0        | Борковское сельское поселение     |
| 25  | Бор Бельский        | деревня                 | ↘21       | Сукроменское сельское поселение   |
| 26  | Бор Еремеевский     | деревня                 | ↘1        | Борковское сельское поселение     |
| 27  | Бор Михалевский     | деревня                 | ↘1        | Сукроменское сельское поселение   |
| 28  | Бор Шкени           | деревня                 | ↘34       | Сукроменское сельское поселение   |
| 29  | Борисково           | деревня                 | ↘65       | Борковское сельское поселение     |
| 30  | Борки               | деревня                 | ↘1        | Борковское сельское поселение     |
| 31  | Борки               | деревня                 | ↘17       | Зобинское сельское поселение      |
| 32  | Боркино             | деревня                 | ↘128      | Филиппковское сельское поселение  |
| 33  | Бормино             | деревня                 | ↗6        | Филиппковское сельское поселение  |
| 34  | Борок Сулежский     | деревня                 | ↘394      | Борковское сельское поселение     |
| 35  | Бортники            | деревня                 | →11       | Моркиногорское сельское поселение |
| 36  | Бортово             | деревня                 | ↘1        | Лаптихинское сельское поселение   |
| 37  | Буяново             | деревня                 | ↗6        | Васюковское сельское поселение    |
| 38  | Быково              | деревня                 | ↘0        | Борковское сельское поселение     |
| 39  | Васильки            | деревня                 | ↘1        | Моркиногорское сельское поселение |
| 40  | Васюково            | деревня                 | ↘323      | Васюковское сельское поселение    |
| 41  | Ватагино            | деревня                 | →0        | Васюковское сельское поселение    |
| 42  | Введенское          | деревня                 | ↘76       | Лаптихинское сельское поселение   |
| 43  | Великое Село        | деревня                 | ↗12       | Моркиногорское сельское поселение |
| 44  | Вепрь               | деревня                 | →19       | Поречьевское сельское поселение   |
| 45  | Вербежи             | деревня                 | ↘10       | Житищенское сельское поселение    |
| 46  | Веселуха            | деревня                 | →0        | Сукроменское сельское поселение   |
| 47  | Викторово           | деревня                 | 6         | Шишковское сельское поселение     |
| 48  | Викторово           | железнодорожная станция | 29        | Шишковское сельское поселение     |
| 49  | Виловатик           | деревня                 | ↗48       | Борковское сельское поселение     |
| 50  | Власьево            | деревня                 | ↘1        | Житищенское сельское поселение    |
| 51  | Власьево            | деревня                 | ↘1        | Сукроменское сельское поселение   |
| 52  | Волково             | деревня                 | ↘0        | Васюковское сельское поселение    |
| 53  | Волшница            | деревня                 | ↘1        | Моркиногорское сельское поселение |
| 54  | Воробьёво           | деревня                 | ↘30       | Зобинское сельское поселение      |
| 55  | Вороново            | деревня                 | →0        | Житищенское сельское поселение    |
| 56  | Воронья Нога        | деревня                 | ↘32       | Поречьевское сельское поселение   |
| 57  | Ворылёво            | деревня                 | ↘0        | Зобинское сельское поселение      |
| 58  | Восново             | село                    | ↘1        | Житищенское сельское поселение    |
| 59  | Выдумерь            | деревня                 | ↗22       | Фралёвское сельское поселение     |
| 60  | Высока              | деревня                 | ↘32       | Борковское сельское поселение     |
| 61  | Высоково            | деревня                 | →0        | Лаптихинское сельское поселение   |
| 62  | Вьюгово             | деревня                 | →1        | Городищенское сельское поселение  |
| 63  | Георгиевское        | село                    | →0        | Поречьевское сельское поселение   |
| 64  | Глебени             | деревня                 | ↗18       | Фралёвское сельское поселение     |
| 65  | Глушихино           | деревня                 | ↘1        | Филиппковское сельское поселение  |
| 66  | Голузиха            | деревня                 | →0        | Моркиногорское сельское поселение |
| 67  | Голчань             | деревня                 | ↘1        | Моркиногорское сельское поселение |
| 68  | Горка               | деревня                 | →1        | Лаптихинское сельское поселение   |
| 69  | Горка Юркинская     | деревня                 | ↘49       | Сукроменское сельское поселение   |
| 70  | Горлово             | деревня                 | ↗29       | Зобинское сельское поселение      |
| 71  | Горни               | деревня                 | ↘1        | Борковское сельское поселение     |
| 72  | Горны               | деревня                 | ↘15       | Сукроменское сельское поселение   |
| 73  | Городищи            | деревня                 | ↘342      | Городищенское сельское поселение  |
| 74  | Городня             | деревня                 | ↘1        | Житищенское сельское поселение    |
| 75  | Городок             | деревня                 | ↘0        | Городищенское сельское поселение  |
| 76  | Градницы            | село                    | ↘178      | Борковское сельское поселение     |
| 77  | Гряда               | деревня                 | ↘1        | Борковское сельское поселение     |
| 78  | Губа                | деревня                 | ↘1        | Сукроменское сельское поселение   |
| 79  | Гусарево            | деревня                 | ↘6        | Филиппковское сельское поселение  |
| 80  | Давыдково           | деревня                 | →0        | Житищенское сельское поселение    |
| 81  | Давыдково           | деревня                 | ↗9        | Лаптихинское сельское поселение   |
| 82  | Давыдцево           | деревня                 | →0        | Поречьевское сельское поселение   |
| 83  | Дамацкое            | деревня                 | ↗11       | Моркиногорское сельское поселение |
| 84  | Демьянцево          | деревня                 | →0        | Васюковское сельское поселение    |
| 85  | Дмитраково          | деревня                 | ↘1        | Филиппковское сельское поселение  |
| 86  | Дмитровка           | деревня                 | ↘16       | Поречьевское сельское поселение   |
| 87  | Дорка Рикачева      | деревня                 | ↘1        | Поречьевское сельское поселение   |
| 88  | Дорохово            | посёлок                 | ↘831      | Филиппковское сельское поселение  |
| 89  | Дружный             | посёлок                 | ↗17       | Филиппковское сельское поселение  |
| 90  | Дрюцково            | деревня                 | ↘55       | Лаптихинское сельское поселение   |
| 91  | Дуброва             | деревня                 | ↗5        | Житищенское сельское поселение    |
| 92  | Дуброва             | деревня                 | ↘12       | Поречьевское сельское поселение   |
| 93  | Дубровка            | деревня                 | ↘0        | Сукроменское сельское поселение   |
| 94  | Дубровка            | деревня                 | ↗14       | Фралёвское сельское поселение     |
| 95  | Дуброво             | деревня                 | ↘60       | Борковское сельское поселение     |
| 96  | Дуброво             | деревня                 | →0        | Сукроменское сельское поселение   |
| 97  | Дудаково            | деревня                 | ↘1        | Житищенское сельское поселение    |
| 98  | Евково              | деревня                 | →0        | Васюковское сельское поселение    |
| 99  | Ежево               | деревня                 | ↘9        | Борковское сельское поселение     |
| 100 | Ежево               | деревня                 | ↘1        | Моркиногорское сельское поселение |
| 101 | Ежёво               | деревня                 | →1        | Фралёвское сельское поселение     |
| 102 | Елизарово           | деревня                 | ↘78       | Зобинское сельское поселение      |
| 103 | Ельники             | деревня                 | ↘1        | Борковское сельское поселение     |
| 104 | Ельцино             | деревня                 | →0        | Васюковское сельское поселение    |
| 105 | Еремеево            | деревня                 | ↘14       | Борковское сельское поселение     |
| 106 | Ерогнеевка          | деревня                 | ↘1        | Сукроменское сельское поселение   |
| 107 | Еськи               | село                    | ↘99       | Шишковское сельское поселение     |
| 108 | Жары                | деревня                 | ↘1        | Фралёвское сельское поселение     |
| 109 | Желдыбино           | деревня                 | →1        | Сукроменское сельское поселение   |
| 110 | Жизнейка            | деревня                 | ↘1        | Лаптихинское сельское поселение   |
| 111 | Жирки               | деревня                 | →1        | Сукроменское сельское поселение   |
| 112 | Житищи              | деревня                 | ↗278      | Житищенское сельское поселение    |
| 113 | Жихино              | деревня                 | →0        | Сукроменское сельское поселение   |
| 114 | Жохово              | деревня                 | ↘24       | Фралёвское сельское поселение     |
| 115 | Забегаловка         | деревня                 | ↗5        | Поречьевское сельское поселение   |
| 116 | Загородний          | посёлок                 | ↘17       | Филиппковское сельское поселение  |
| 117 | Загорье             | деревня                 | 8         | Шишковское сельское поселение     |
| 118 | Задорье             | деревня                 | →0        | Сукроменское сельское поселение   |
| 119 | Закрупье            | деревня                 | ↘7        | Шишковское сельское поселение     |
| 120 | Запрудье            | деревня                 | ↘24       | Сукроменское сельское поселение   |
| 121 | Заречье             | деревня                 | ↘1        | Борковское сельское поселение     |
| 122 | Заручье             | деревня                 | ↘159      | Борковское сельское поселение     |
| 123 | Заручье             | деревня                 | →0        | Житищенское сельское поселение    |
| 124 | Заручье             | деревня                 | →8        | Зобинское сельское поселение      |
| 125 | Заручье             | деревня                 | →0        | Фралёвское сельское поселение     |
| 126 | Захарино            | деревня                 | →0        | Поречьевское сельское поселение   |
| 127 | Захаровка           | деревня                 | ↘8        | Борковское сельское поселение     |
| 128 | Захарово            | деревня                 | ↘35       | Фралёвское сельское поселение     |
| 129 | Збуж                | деревня                 | ↘1        | Васюковское сельское поселение    |
| 130 | Збуново             | деревня                 | ↘78       | Филиппковское сельское поселение  |
| 131 | Зиновьево           | деревня                 | ↘1        | Городищенское сельское поселение  |
| 132 | Зобищи              | деревня                 | →0        | Борковское сельское поселение     |
| 133 | Зобы                | деревня                 | ↗404      | Зобинское сельское поселение      |
| 134 | Иванисово           | деревня                 | ↗1        | Филиппковское сельское поселение  |
| 135 | Иванищи             | деревня                 | ↘5        | Поречьевское сельское поселение   |
| 136 | Иванково            | деревня                 | →5        | Васюковское сельское поселение    |
| 137 | Ивановское          | деревня                 | 303       | город Бежецк                      |
| 138 | Ивашково            | деревня                 | ↘1        | Сукроменское сельское поселение   |
| 139 | Игнатово            | деревня                 | ↘1        | Житищенское сельское поселение    |
| 140 | Иевлево             | деревня                 | ↘18       | Борковское сельское поселение     |
| 141 | Иевское             | деревня                 | ↘1        | Филиппковское сельское поселение  |
| 142 | Икорниково          | деревня                 | ↘54       | Филиппковское сельское поселение  |
| 143 | Ильицино            | деревня                 | ↘20       | Лаптихинское сельское поселение   |
| 144 | Исаево              | деревня                 | ↘1        | Васюковское сельское поселение    |
| 145 | Каблуково           | деревня                 | 30        | Шишковское сельское поселение     |
| 146 | Каликино            | деревня                 | ↘8        | Сукроменское сельское поселение   |
| 147 | Карелово            | деревня                 | →0        | Филиппковское сельское поселение  |
| 148 | Каурово             | деревня                 | →0        | Фралёвское сельское поселение     |
| 149 | Кашинка             | деревня                 | ↘6        | Житищенское сельское поселение    |
| 150 | Киселкино           | деревня                 | ↘1        | Васюковское сельское поселение    |
| 151 | Клеймиха            | деревня                 | →7        | Моркиногорское сельское поселение |
| 152 | Клетиково           | деревня                 | →0        | Борковское сельское поселение     |
| 153 | Климотино           | деревня                 | ↘23       | Фралёвское сельское поселение     |
| 154 | Княжево             | село                    | ↗45       | Городищенское сельское поселение  |
| 155 | Княжево             | деревня                 | ↗9        | Моркиногорское сельское поселение |
| 156 | Княжиха             | село                    | ↘82       | Шишковское сельское поселение     |
| 157 | Ковезиха            | деревня                 | 1         | Шишковское сельское поселение     |
| 158 | Козлово             | деревня                 | ↘11       | Житищенское сельское поселение    |
| 159 | Колохово            | деревня                 | ↘1        | Поречьевское сельское поселение   |
| 160 | Константинково      | деревня                 | ↘12       | Лаптихинское сельское поселение   |
| 161 | Константиново       | село                    | ↘89       | Шишковское сельское поселение     |
| 162 | Корино              | деревня                 | ↘5        | Житищенское сельское поселение    |
| 163 | Корницы             | деревня                 | ↘1        | Фралёвское сельское поселение     |
| 164 | Косоногово          | деревня                 | ↗1        | Моркиногорское сельское поселение |
| 165 | Костерино           | деревня                 | →0        | Поречьевское сельское поселение   |
| 166 | Костюшино           | село                    | ↘5        | Шишковское сельское поселение     |
| 167 | Котляево            | деревня                 | ↘1        | Филиппковское сельское поселение  |
| 168 | Кочевино            | деревня                 | ↘1        | Поречьевское сельское поселение   |
| 169 | Красково            | деревня                 | →0        | Васюковское сельское поселение    |
| 170 | Красное Раменье     | деревня                 | ↘0        | Моркиногорское сельское поселение |
| 171 | Красноселка         | деревня                 | 8         | Шишковское сельское поселение     |
| 172 | Красный Октябрь     | деревня                 | ↘1        | Фралёвское сельское поселение     |
| 173 | Круглуша            | деревня                 | ↗15       | Моркиногорское сельское поселение |
| 174 | Крупицы             | деревня                 | →0        | Фралёвское сельское поселение     |
| 175 | Крупское            | деревня                 | ↘1        | Шишковское сельское поселение     |
| 176 | Крутец              | деревня                 | ↗21       | Филиппковское сельское поселение  |
| 177 | Крутые              | деревня                 | ↘0        | Моркиногорское сельское поселение |
| 178 | Куземкино           | деревня                 | ↘0        | Васюковское сельское поселение    |
| 179 | Кузнецово           | деревня                 | ↘1        | Житищенское сельское поселение    |
| 180 | Кулигино            | деревня                 | ↘1        | Сукроменское сельское поселение   |
| 181 | Куликино            | деревня                 | →1        | Лаптихинское сельское поселение   |
| 182 | Кулишка             | деревня                 | ↘1        | Городищенское сельское поселение  |
| 183 | Кулово              | деревня                 | ↗38       | Житищенское сельское поселение    |
| 184 | Курганы             | деревня                 | ↘7        | Поречьевское сельское поселение   |
| 185 | Кутани              | деревня                 | ↘1        | Шишковское сельское поселение     |
| 186 | Кучели              | деревня                 | ↘1        | Филиппковское сельское поселение  |
| 187 | Кушалино            | деревня                 | ↘8        | Сукроменское сельское поселение   |
| 188 | Лазарево            | деревня                 | ↘5        | Сукроменское сельское поселение   |
| 189 | Лаптиха             | деревня                 | ↘236      | Лаптихинское сельское поселение   |
| 190 | Леоново             | деревня                 | ↘6        | Житищенское сельское поселение    |
| 191 | Липа                | деревня                 | 0         | Шишковское сельское поселение     |
| 192 | Лозьево             | село                    | ↘14       | Лаптихинское сельское поселение   |
| 193 | Ломы                | деревня                 | ↘1        | Зобинское сельское поселение      |
| 194 | Лопуськово          | деревня                 | ↗11       | Зобинское сельское поселение      |
| 195 | Лукино              | деревня                 | →0        | Филиппковское сельское поселение  |
| 196 | Любини              | деревня                 | ↘0        | Поречьевское сельское поселение   |
| 197 | Любодицы            | село                    | ↘51       | Зобинское сельское поселение      |
| 198 | Люткино             | деревня                 | ↘6        | Филиппковское сельское поселение  |
| 199 | Лютницы             | деревня                 | →0        | Филиппковское сельское поселение  |
| 200 | Лядины              | деревня                 | ↘9        | Лаптихинское сельское поселение   |
| 201 | Ляды                | деревня                 | ↘192      | Фралёвское сельское поселение     |
| 202 | Ляхово              | деревня                 | ↘0        | Городищенское сельское поселение  |
| 203 | Малая Бережа        | деревня                 | ↗6        | Моркиногорское сельское поселение |
| 204 | Малая Каменка       | деревня                 | ↘5        | Шишковское сельское поселение     |
| 205 | Малая Косиха        | деревня                 | 1         | Шишковское сельское поселение     |
| 206 | Малкирово           | деревня                 | ↘0        | Васюковское сельское поселение    |
| 207 | Малое Баранково     | деревня                 | ↘20       | Зобинское сельское поселение      |
| 208 | Малые Городищи      | деревня                 | ↘29       | Городищенское сельское поселение  |
| 209 | Малые Сиверицы      | деревня                 | 1         | Шишковское сельское поселение     |
| 210 | Малый Бор           | деревня                 | ↘0        | Фралёвское сельское поселение     |
| 211 | Малый Бор           | деревня                 | ↘17       | Шишковское сельское поселение     |
| 212 | Малышево            | деревня                 | ↘1        | Городищенское сельское поселение  |
| 213 | Марково             | деревня                 | →0        | Филиппковское сельское поселение  |
| 214 | Мартыново           | деревня                 | ↘0        | Сукроменское сельское поселение   |
| 215 | Матьково            | деревня                 | →0        | Васюковское сельское поселение    |
| 216 | Медведка            | деревня                 | →9        | Васюковское сельское поселение    |
| 217 | Медвежье            | деревня                 | ↘1        | Житищенское сельское поселение    |
| 218 | Мешково             | деревня                 | ↘0        | Борковское сельское поселение     |
| 219 | Миновское           | деревня                 | ↘1        | Поречьевское сельское поселение   |
| 220 | Михайлова Гора      | деревня                 | ↘150      | Шишковское сельское поселение     |
| 221 | Михайлово           | деревня                 | ↘32       | Васюковское сельское поселение    |
| 222 | Михалево            | деревня                 | ↗14       | Сукроменское сельское поселение   |
| 223 | Михалиха            | деревня                 | ↘11       | Шишковское сельское поселение     |
| 224 | Мичуриха            | деревня                 | →1        | Борковское сельское поселение     |
| 225 | Мокрявицы           | деревня                 | ↘5        | Городищенское сельское поселение  |
| 226 | Молодка             | деревня                 | ↘12       | Фралёвское сельское поселение     |
| 227 | Моркины Горы        | село                    | ↘367      | Моркиногорское сельское поселение |
| 228 | Морозово            | деревня                 | ↘241      | Борковское сельское поселение     |
| 229 | Мошнино             | деревня                 | →0        | Филиппковское сельское поселение  |
| 230 | Мурзиха             | деревня                 | →12       | Фралёвское сельское поселение     |
| 231 | Мышенки             | деревня                 | →0        | Сукроменское сельское поселение   |
| 232 | Мясниково           | деревня                 | →0        | Житищенское сельское поселение    |
| 233 | Намесково           | село                    | ↘0        | Моркиногорское сельское поселение |
| 234 | Неволиха            | деревня                 | ↘1        | Фралёвское сельское поселение     |
| 235 | Нечаево             | деревня                 | ↘0        | Моркиногорское сельское поселение |
| 236 | Нивы                | деревня                 | →1        | Житищенское сельское поселение    |
| 237 | Нивы                | деревня                 | ↘0        | Сукроменское сельское поселение   |
| 238 | Никифорцево         | деревня                 | ↗12       | Шишковское сельское поселение     |
| 239 | Новая Деревня       | деревня                 | ↘37       | Городищенское сельское поселение  |
| 240 | Новая Слобода       | деревня                 | ↘11       | Городищенское сельское поселение  |
| 241 | Новгородское        | деревня                 | ↘1        | Сукроменское сельское поселение   |
| 242 | Новиково            | деревня                 | ↗39       | Лаптихинское сельское поселение   |
| 243 | Новинка             | деревня                 | ↘1        | Лаптихинское сельское поселение   |
| 244 | Новинка             | деревня                 | →0        | Поречьевское сельское поселение   |
| 245 | Новинка             | деревня                 | →0        | Сукроменское сельское поселение   |
| 246 | Новинка             | деревня                 | →16       | Фралёвское сельское поселение     |
| 247 | Новое Село          | село                    | ↘8        | Сукроменское сельское поселение   |
| 248 | Новое Село          | деревня                 | ↘8        | Фралёвское сельское поселение     |
| 249 | Новосёлка           | деревня                 | ↗5        | Житищенское сельское поселение    |
| 250 | Ночвино             | деревня                 | ↘1        | Сукроменское сельское поселение   |
| 251 | Обенощи             | деревня                 | →1        | Шишковское сельское поселение     |
| 252 | Октябрь             | посёлок                 | →0        | Фралёвское сельское поселение     |
| 253 | Опалево             | деревня                 | →0        | Житищенское сельское поселение    |
| 254 | Орлиха 2-я          | деревня                 | →0        | Городищенское сельское поселение  |
| 255 | Орлиха 3-я          | деревня                 | ↘20       | Городищенское сельское поселение  |
| 256 | Осипово             | деревня                 | →1        | Поречьевское сельское поселение   |
| 257 | Осташково           | деревня                 | →0        | Сукроменское сельское поселение   |
| 258 | Паршиха             | деревня                 | ↘1        | Моркиногорское сельское поселение |
| 259 | Пезлево             | деревня                 | ↘0        | Лаптихинское сельское поселение   |
| 260 | Переузь             | деревня                 | ↗15       | Поречьевское сельское поселение   |
| 261 | Пески               | деревня                 | →0        | Сукроменское сельское поселение   |
| 262 | Пестиха             | деревня                 | 702       | город Бежецк                      |
| 263 | Петрово             | деревня                 | ↘1        | Васюковское сельское поселение    |
| 264 | Петропавловское     | деревня                 | ↘10       | Моркиногорское сельское поселение |
| 265 | Пивково             | деревня                 | →10       | Фралёвское сельское поселение     |
| 266 | Пирожково           | деревня                 | ↘12       | Зобинское сельское поселение      |
| 267 | Плотавец            | деревня                 | →0        | Городищенское сельское поселение  |
| 268 | Плотники            | деревня                 | ↗201      | Сукроменское сельское поселение   |
| 269 | Победа              | деревня                 | ↘1        | Житищенское сельское поселение    |
| 270 | Погорелка           | деревня                 | ↘23       | Городищенское сельское поселение  |
| 271 | Подобино            | деревня                 | ↘376      | Городищенское сельское поселение  |
| 272 | Покрышкино          | деревня                 | ↘1        | Фралёвское сельское поселение     |
| 273 | Польцо              | село                    | ↘1        | Сукроменское сельское поселение   |
| 274 | Поляково            | деревня                 | →0        | Шишковское сельское поселение     |
| 275 | Поповка             | деревня                 | ↘1        | Моркиногорское сельское поселение |
| 276 | Поповка             | деревня                 | →0        | Сукроменское сельское поселение   |
| 277 | Попцово             | деревня                 | ↘59       | Сукроменское сельское поселение   |
| 278 | Поречье             | село                    | ↘226      | Поречьевское сельское поселение   |
| 279 | Посохово            | деревня                 | →0        | Филиппковское сельское поселение  |
| 280 | Потесы              | деревня                 | ↘122      | Фралёвское сельское поселение     |
| 281 | Поцеп               | деревня                 | →0        | Фралёвское сельское поселение     |
| 282 | Починок             | деревня                 | →0        | Житищенское сельское поселение    |
| 283 | Починок             | деревня                 | →5        | Филиппковское сельское поселение  |
| 284 | Присеки             | село                    | ↘205      | Васюковское сельское поселение    |
| 285 | Пробуждение         | деревня                 | ↘13       | Житищенское сельское поселение    |
| 286 | Прозорово           | деревня                 | ↗1        | Фралёвское сельское поселение     |
| 287 | Просвещение         | деревня                 | →0        | Житищенское сельское поселение    |
| 288 | Пыли                | деревня                 | →0        | Городищенское сельское поселение  |
| 289 | Пятчино             | деревня                 | →5        | Лаптихинское сельское поселение   |
| 290 | Радостный           | посёлок                 | ↘14       | Моркиногорское сельское поселение |
| 291 | Разморское          | деревня                 | ↘1        | Моркиногорское сельское поселение |
| 292 | Раи                 | деревня                 | →1        | Моркиногорское сельское поселение |
| 293 | Раменье             | деревня                 | ↘16       | Фралёвское сельское поселение     |
| 294 | Раменье             | деревня                 | ↗21       | Шишковское сельское поселение     |
| 295 | Расловка            | деревня                 | ↘0        | Лаптихинское сельское поселение   |
| 296 | Расловково          | деревня                 | ↘0        | Фралёвское сельское поселение     |
| 297 | Расловлево          | деревня                 | ↘6        | Поречьевское сельское поселение   |
| 298 | Рекшино             | деревня                 | →0        | Зобинское сельское поселение      |
| 299 | Речки               | деревня                 | ↘19       | Городищенское сельское поселение  |
| 300 | Речки               | деревня                 | →0        | Лаптихинское сельское поселение   |
| 301 | Речки Воейковы      | деревня                 | ↘5        | Лаптихинское сельское поселение   |
| 302 | Речки Орловы        | деревня                 | ↘1        | Лаптихинское сельское поселение   |
| 303 | Рожанцово           | деревня                 | →0        | Васюковское сельское поселение    |
| 304 | Романцево           | деревня                 | ↘11       | Сукроменское сельское поселение   |
| 305 | Ромачево            | деревня                 | →0        | Шишковское сельское поселение     |
| 306 | Ростовищи           | деревня                 | ↘0        | Фралёвское сельское поселение     |
| 307 | Ругатино            | деревня                 | ↗37       | Городищенское сельское поселение  |
| 308 | Руйново             | деревня                 | ↘0        | Моркиногорское сельское поселение |
| 309 | Рыбино              | деревня                 | →0        | Филиппковское сельское поселение  |
| 310 | Рыкулино            | деревня                 | ↘9        | Фралёвское сельское поселение     |
| 311 | Савельево           | деревня                 | ↘9        | Сукроменское сельское поселение   |
| 312 | Сальниково          | деревня                 | →0        | Шишковское сельское поселение     |
| 313 | Саурово             | деревня                 | →1        | Филиппковское сельское поселение  |
| 314 | Свобода             | деревня                 | →5        | Житищенское сельское поселение    |
| 315 | Сгубово             | деревня                 | ↘12       | Борковское сельское поселение     |
| 316 | Седуха              | деревня                 | →0        | Житищенское сельское поселение    |
| 317 | Селезенево          | деревня                 | ↘174      | Фралёвское сельское поселение     |
| 318 | Село Новое          | деревня                 | →36       | Борковское сельское поселение     |
| 319 | Сельцо              | деревня                 | ↘11       | Филиппковское сельское поселение  |
| 320 | Селятино            | деревня                 | ↘16       | Васюковское сельское поселение    |
| 321 | Семирадово          | деревня                 | ↘0        | Зобинское сельское поселение      |
| 322 | Семково             | деревня                 | →11       | Зобинское сельское поселение      |
| 323 | Сивцево             | деревня                 | ↗20       | Лаптихинское сельское поселение   |
| 324 | Сидорино            | деревня                 | →6        | Житищенское сельское поселение    |
| 325 | Сидорово            | деревня                 | ↗13       | Зобинское сельское поселение      |
| 326 | Симонково           | деревня                 | →0        | Филиппковское сельское поселение  |
| 327 | Симонов Городок     | деревня                 | →0        | Поречьевское сельское поселение   |
| 328 | Ситьково            | деревня                 | ↘0        | Борковское сельское поселение     |
| 329 | Скородумка          | деревня                 | ↘34       | Васюковское сельское поселение    |
| 330 | Скорынево           | село                    | ↘24       | Лаптихинское сельское поселение   |
| 331 | Скрипки             | деревня                 | ↘1        | Сукроменское сельское поселение   |
| 332 | Славково            | деревня                 | ↘1        | Моркиногорское сельское поселение |
| 333 | Слатино             | деревня                 | →0        | Шишковское сельское поселение     |
| 334 | Сменово             | деревня                 | →0        | Филиппковское сельское поселение  |
| 335 | Смердово            | деревня                 | ↘1        | Моркиногорское сельское поселение |
| 336 | Сокольниково        | деревня                 | →1        | Борковское сельское поселение     |
| 337 | Солнечный           | посёлок                 | ↘21       | Житищенское сельское поселение    |
| 338 | Спицино             | деревня                 | →0        | Поречьевское сельское поселение   |
| 339 | Старово             | деревня                 | ↘20       | Городищенское сельское поселение  |
| 340 | Старово-Подгороднее | деревня                 | 132       | город Бежецк                      |
| 341 | Староселье          | деревня                 | ↘6        | Моркиногорское сельское поселение |
| 342 | Старый Борок        | деревня                 | ↘1        | Борковское сельское поселение     |
| 343 | Степаниха           | деревня                 | ↘6        | Лаптихинское сельское поселение   |
| 344 | Степаньково         | деревня                 | ↘7        | Поречьевское сельское поселение   |
| 345 | Степышево           | деревня                 | ↘5        | Лаптихинское сельское поселение   |
| 346 | Стогово             | деревня                 | ↗50       | Фралёвское сельское поселение     |
| 347 | Столбово            | деревня                 | ↗1        | Житищенское сельское поселение    |
| 348 | Стрижово            | деревня                 | ↘6        | Житищенское сельское поселение    |
| 349 | Сукромны            | село                    | ↘488      | Сукроменское сельское поселение   |
| 350 | Сулега              | село                    | ↘8        | Борковское сельское поселение     |
| 351 | Суховерхово         | деревня                 | ↘7        | Лаптихинское сельское поселение   |
| 352 | Сырцевка            | деревня                 | ↘336      | Лаптихинское сельское поселение   |
| 353 | Тарасовское         | деревня                 | ↗1        | Васюковское сельское поселение    |
| 354 | Твершино            | деревня                 | →6        | Борковское сельское поселение     |
| 355 | Теблеши             | село                    | ↘223      | Житищенское сельское поселение    |
| 356 | Теребени            | деревня                 | →0        | Борковское сельское поселение     |
| 357 | Толстиково          | деревня                 | ↘5        | Васюковское сельское поселение    |
| 358 | Толстокосово        | деревня                 | ↘1        | Васюковское сельское поселение    |
| 359 | Трофимцево          | деревня                 | 69        | город Бежецк                      |
| 360 | Узмень              | деревня                 | →0        | Фралёвское сельское поселение     |
| 361 | Узуниха             | деревня                 | ↘16       | Фралёвское сельское поселение     |
| 362 | Узуново             | деревня                 | ↗15       | Городищенское сельское поселение  |
| 363 | Ульянова Гора       | деревня                 | ↘18       | Городищенское сельское поселение  |
| 364 | Успенье             | деревня                 | ↘10       | Моркиногорское сельское поселение |
| 365 | Ушаково             | деревня                 | 0         | Шишковское сельское поселение     |
| 366 | Федорино            | деревня                 | ↘38       | Зобинское сельское поселение      |
| 367 | Федорово Село       | деревня                 | →1        | Поречьевское сельское поселение   |
| 368 | Федорцево           | деревня                 | →0        | Поречьевское сельское поселение   |
| 369 | Федяево             | деревня                 | →0        | Городищенское сельское поселение  |
| 370 | Фешево              | село                    | ↘1        | Борковское сельское поселение     |
| 371 | Филиппиха           | деревня                 | ↘57       | Филиппковское сельское поселение  |
| 372 | Филиппково          | деревня                 | ↘182      | Филиппковское сельское поселение  |
| 373 | Фралёво             | деревня                 | ↘287      | Фралёвское сельское поселение     |
| 374 | Хмелицы             | деревня                 | ↘1        | Фралёвское сельское поселение     |
| 375 | Хозницы             | деревня                 | ↘40       | Сукроменское сельское поселение   |
| 376 | Холмцы Нееловские   | деревня                 | ↘1        | Борковское сельское поселение     |
| 377 | Холмцы Яблоновские  | деревня                 | ↘6        | Борковское сельское поселение     |
| 378 | Хорошево            | деревня                 | ↘24       | Поречьевское сельское поселение   |
| 379 | Хорькино            | деревня                 | →0        | Фралёвское сельское поселение     |
| 380 | Черемушки           | деревня                 | ↘9        | Поречьевское сельское поселение   |
| 381 | Чижово              | село                    | ↘77       | Поречьевское сельское поселение   |
| 382 | Чирцово             | деревня                 | →0        | Шишковское сельское поселение     |
| 383 | Чубарка             | деревня                 | ↘13       | Лаптихинское сельское поселение   |
| 384 | Чудинково           | деревня                 | ↘29       | Сукроменское сельское поселение   |
| 385 | Чулкино             | деревня                 | →0        | Городищенское сельское поселение  |
| 386 | Чурилково           | деревня                 | ↘24       | Городищенское сельское поселение  |
| 387 | Шалиха              | деревня                 | ↘17       | Фралёвское сельское поселение     |
| 388 | Шачево              | деревня                 | →0        | Поречьевское сельское поселение   |
| 389 | Шелбодино           | деревня                 | ↘8        | Житищенское сельское поселение    |
| 390 | Шепелево            | деревня                 | ↘1        | Васюковское сельское поселение    |
| 391 | Шишково             | посёлок                 | 17        | Шишковское сельское поселение     |
| 392 | Шишково-Дуброво     | деревня                 | ↘89       | Шишковское сельское поселение     |
| 393 | Шульгино            | деревня                 | ↘102      | Моркиногорское сельское поселение |
| 394 | Щадрениха           | деревня                 | →12       | Житищенское сельское поселение    |
| 395 | Щитяково            | деревня                 | →0        | Фралёвское сельское поселение     |
| 396 | Юркино              | деревня                 | ↘69       | Сукроменское сельское поселение   |
| 397 | Юркино              | деревня                 | →0        | Филиппковское сельское поселение  |
| 398 | Юрьевское           | деревня                 | →1        | Васюковское сельское поселение    |
| 399 | Яблонное            | деревня                 | ↘38       | Борковское сельское поселение     |
| 400 | Ягренево            | деревня                 | ↘6        | Филиппковское сельское поселение  |
| 401 | Языково             | деревня                 | ↘1        | Филиппковское сельское поселение  |

Упразднённые населённые пункты:
- 2001 год - деревни Жарки, Олохово, Красная Горка, Кунье, Хутор Приют[35].

## Экономика
В 2007 году промышленности отгружено товаров, выполнено работ и услуг на общую сумму 1,855 млрд рублей.
Лидирующее место в общем объёме отгруженных товаров, выполненных работ и услуг по данным на 2007 год занимают ОАО «Бежецкий завод „Автоспецоборудование“», ОАО «Бежецксельмаш» и ООО «Завод железобетонных конструкций», на долю которых приходится 69 % общего объёма.

## Транспорт
Через район проходят железные дороги, связывающие его с Санкт-Петербургом, Москвой, Ярославлем, Самарой, а также автомобильные дороги на Москву, Тверь, Вологду, Ярославль.

## Люди, связанные с районом
Родились в Бежецком районе
- Дважды Герой Советского Союза Василий Иванович Андрианов — в деревне Иванисово.
- Герой Советского Союза Иван Яковлевич Ларин — в деревне Нечаево.
- Герой Советского Союза Михаил Алексеевич Белов — в деревне Голчань.
- Герой Социалистического Труда, генеральный директор Ярославского моторного завода Анатолий Михайлович Добрынин — в деревне Кобылино.
- Герой Социалистического Труда, звеньевая колхоза «Труженик» Калязина (Никитина) Екатерина Матвеевна — в деревне Корницы.
- Полный кавалер Ордена Славы Павел Петрович Нестеров — в деревне Пестиха.
- Оперный певец, народный артист СССР (1951) Алексей Петрович Иванов (1904—1982) — в селе Чижово.
- Генерал-полковник, лауреат Ленинской премии, основатель космодрома «Плесецк» (объект «Ангара»), первый заместитель главнокомандующего РВСН Михаил Григорьевич Григорьев (1917—1981) — в деревне Молодка.

Проживали в Бежецком районе
Поэт  Николай Гумилёв в 1908—1912 гг. был  частым гостем в сельце Слепнёво, принадлежавшим семье его матери Анны Ивановны Гумилёвой-Львовой. С июля 1911 года по 1917 летом там проживала поэтесса Анна Ахматова. «Каждое лето я проводила в бывшей Тверской губернии, в пятнадцати верстах от Бежецка. <…> Там я написала очень многие стихи „Чёток“ и „Белой стаи“» (фрагмент из автобиографии Ахматовой «Коротко о себе» 1965 года).
После рождения сына Льва в 1912 году Гумилёвы  каждое лето проводили в Слепнёве. Позднее здесь постоянно проживала Анна Ивановна с внуком. Летом 1917 года А. И. Гумилёва была выселена из  имения и поселилась в Бежецке. «Теперь сюда приезжала в мае 1918 года Анна Ахматова вместе с Николаем Гумилёвым навестить сына. Приезжали они сюда и позже». В конце августа 1918-го Анна Ивановна с внуком переехали в Петроград.

## Палеогенетика
У представительницы фатьяновской культуры BOL002 (2829—2460 лет до н. э.) из Болшневского могильника 3, у деревни Болшнево определили митохондриальную гаплогруппу J1c1b1a1.